# Management Center Innsbruck
Il Management Center Innsbruck (MCI) è un istituto universitario austriaco, con sede a Innsbruck, nella regione del Tirolo.

## Storia e organizzazione
Il Management Center Innsbruck è stato istituito nel 1995/96, come centro universitario di diritto privato, ma di proprietà prevalentemente pubblica. L'istituto universitario è patrocinato da:
- al 75% dal "Träger-Verein MZT" con Regione Tirolo, Città di Innsbruck, Camera di Commercio del Tirolo, Camera del Lavoro del Tirolo, Associazione degli Industriali del Tirolo, Università di Innsbruck, Facoltà di Scienze Economiche e Sociali dell'Università di Innsbruck
- al 12,5% dal "Träger-Verein Technik"
- al 12,5% dal "Träger-Verein Tourismus"

Inoltre, il lavoro dell'istituto è sostenuto da una cerchia di aziende operanti in vari settori.
L'MCI è accreditato per offrire corsi di studi superiori ai sensi dell'art. 2 della legge austriaca sull'istruzione professionale superiore non-universitaria. L'MCI è un centro universitario di diritto privato, proprietario del marchio registrato Die Unternehmerische Hochschule® / The Entrepreneurial School® (L'Università imprenditoriale ®).

## Sedi
L'MCI dispone di cinque sedi a Innsbruck.
- MCI I + II: in centro, tra il centro storico e il Landestheater, dove si trovano la facoltà di Teologia e la facoltà di Scienze Economiche e Sociali, Universitätsstraße 15
- MCI III: Weiherburggasse 8
- MCI IV: Maximilianstraße 2
- MCI V: Kapuzinergasse 9
- Queste sedi verranno riunite in un campus nel centro di Innsbruck vicino al parco dell'Hofgarten (dal 2020).

L'MCI fa parte del modello denominato "Università aperta di Innsbruck" e condivide con altri istituti universitari della città strutture quali biblioteche, laboratori, mense, impianti sportivi etc.

## Laurea triennale (BA/BSc) & Laurea specialistica (MA/MSc)
I corsi di laurea triennale e specialistica sono organizzati con forte attenzione all'aspetto professionale. Dal 2005 al 2009 tutti i corsi di studio sono stati riorganizzati sulla base del modello bachelor/master definito dal Processo di Bologna. Gli studenti dell'MCI possono scegliere facoltativamente di frequentare un semestre presso uno dei circa 150 istituti superiori gemellati, situati in ogni parte del mondo.
| Biotecnologie | Bachelor of Science(BSc)  | 6        | tempo pieno                                          |  |  |  |  |
| Business & Management (inglese) | Bachelor of Arts (BA)     | 6        | tempo pieno                                          |  |  |  |  |
| Tecnologie alimentari e delle biorisorse | Bachelor of Science(BSc)  | 6        | tempo pieno & part-time                              |  |  |  |  |
| Management, Communication & IT Specializzazione in Management Specializzazione in Mezzi di Comunicazione                                     | Bachelor of Arts (BA)     | 6        | a tempo pieno                                        |  |  |  |  |
| Management & Diritto | Bachelor of Arts (BA)     | 6        | tempo pieno                                          |  |  |  |  |
| Mechatronica Specializzazione in Elettrotecnica Specializzazione in Ingegneria meccanica                                                     | Bachelor of Science (BSc) | 6        | tempo pieno & part-time                              |  |  |  |  |
| Management di imprese sociali, socio-sanitarie e non profit                                                                                  | Bachelor of Arts (BA)     | 6        | tempo pieno                                          |  |  |  |  |
| Servizi sociali | Bachelor of Arts (BA)     | 6        | tempo pieno                                          |  |  |  |  |
| Economica turistica & del tempo libero | Bachelor of Arts (BA)     | 6        | tempo pieno                                          |  |  |  |  |
| Ingegneria ambientale, dei processi & energetica Specializzazione in Ingegneria energetica Specializzazione in Ingegneria ambientale         | Bachelor of Science (BSc) | 6        | tempo pieno & part-time                              |  |  |  |  |
| Economia & Management | Bachelor of Arts (BA)     | 6        | part-time                                            |  |  |  |  |
| Ingegneria economica | Bachelor of Science (BSc) | 6        | tempo pieno & part-time                              |  |  |  |  |
| Economia aziendale | Bachelor of Arts (BA)     | 6        | online, part-time                                    |  |  |  |  |
| Studio Master | conclusione               | Semestre | Organizzazione**                                     |  |  |  |  |
| Biotecnologie | Master of Science (MSc)   | 4        | tempo pieno                                          |  |  |  |  |
| Imprenditorialità & Turismo Specializzazione in Management strategico & Turismo Specializzazione in Marketing Management & Turismo (inglese) | Master of Arts (MA)       | 4        | tempo pieno                                          |  |  |  |  |
| International Business & Management (inglese)                                                                                                | Master of Arts (MA)       | 4        | tempo pieno & part-time                              |  |  |  |  |
| Strategic Management & Law (inglese) | Master of Arts (MA)       | 4        | tempo pieno                                          |  |  |  |  |
| Management Socio-sanitario internazionale | Master of Arts (MA)       | 4        | tempo pieno                                          |  |  |  |  |
| Management, Communication & IT (inglese) | Master of Arts (MA)       | 4        | tempo pieno                                          |  |  |  |  |
| Meccatronica & Tecnologie intelligenti(tempo pieno: inglese, part-time: tedesco)                                                             | Master of Science (MSc)   | 4        | tempo pieno & part-time                              |  |  |  |  |
| Servizi sociali, Management & Politiche sociali                                                                                              | Master of Arts (MA)       | 4        | tempo pieno                                          |  |  |  |  |
| Ingegneria economica | Master of Science (MSc)   | 4        | part-time                                            |  |  |  |  |
| Economia alimentare e delle biorisorse | Master of Science (MSc)   | 4        | tempo pieno, part-time                               |  |  |  |  |
| Ingegneria ambientale, dei processi & energetica Specializzazione in Ingegneria energetica Specializzazione in Ingegneria ambientale         | Master of Science (MSc)   | 4        | tempo pieno & part-timeBiorisorse & Food Engineering |  |  |  |  |
| Biorisorse & Food Engineering | Master of Science (MSc)   | 4        | tempo pieno                                          |  |  |  |  |

## Master post-universitario
I corsi di studio dei master post-universitari sono strutturati come corsi di specializzazione ai sensi dell'art. 9 della legge austriaca sull'istruzione professionale superiore non-universitaria e accreditati con il marchio di qualità FIBAA. Il corso di studi LL.M. "Diritto economico e tributario internazionale" è strutturato come programma di studio "dual degree" (doppio titolo), in cooperazione con la School of Finance & Management di Francoforte. I corsi si tengono per metà a Francoforte s/M e per metà a Innsbruck.
| Master post-universitari                                            | Conclusione | Semestri |
| ------------------------------------------------------------------- | ----------- | -------- |
| General Management Executive MBA                                    | MBA         | 4        |
| Master of Science in Management MSc                                 | MSc         | 4        |
| Master of Science in Innovation & Intellectual Property Rights, MSc | MSc         | 4        |
| International Business & Tax Law LL.M.                              | LL.M.       | 4        |

### Dottorato
Gli accordi di dottorato tra l'MCI, l'Università di Innsbruck e l'Università Medica di Innsbruck favoriscono lo sviluppo di lavori di ricerca comuni. Inoltre, l'MCI segue tesi di dottorato in altre 10 università austriache ed estere.

### Corsi di certificazione
- Management del marchio
- Controlling & management aziendale
- Management generale
- Management dell'innovazione, dei prodotti & dei processi
- International Management Program©
- Management, psicologia & leadership
- Marketing
- Management di brevetti & licenze
- Gestione del personale
- Management vendite
- Management dei processi di fornitura
- Management turistico & gestione
- Marketing turistico & innovazione
- Comunicazione aziendale

Il diploma di un corso di certificazione viene riconosciuto per i corsi di studio post-universitari citati sopra; con vari diplomi in combinazione con la redazione di una tesi di adeguato livello scientifico (tesi di master) è possibile conseguire i titoli accademici di MBA, MSc oppure LL.M..
Inoltre, vengono proposti circa 30 seminari intensivi su temi quali direzione gestionale, management, diritto e comunicazione. Per le organizzazioni aziendali, l'MCI propone anche un'offerta formativa sotto forma di corporate training in tutta l'area germanofona.

## Istituti partner
L'MCI collabora con numerosi istituti partner internazionali [7], presso i quali “studenti selezionati” possono trascorrere un semestre di studio. L'offerta formativa è completata da vari accordi “double degree” (doppio titolo) e numerose opzioni di studio all'estero.

## Altre strutture
Il centro di servizi per gli studenti MCI (Student Services) funge come punto di riferimento per la ricerca di alloggio, per borse di studio/sovvenzioni, per attività sportive/culturali/tempo libero, ricerche bibliografiche/biblioteche e per tutte le questioni personali (p.es. consulenza psicologica, comunità parrocchiali).
Il centro linguistico interno offre la possibilità, accanto all'insegnamento delle lingue previste nei vari piani di studi, di apprendere numerose lingue straniere e di ottenere qualifiche interculturali.
L'Associazione dei laureati dell'MCI (MCI Alumni & Friends), di cui fanno parte anche tutti gli studenti attivi dell'MCI, organizza conferenze e dibattiti con i principali decision maker del mondo dell'economia, della cultura e della politica. Lo slogan dell'associazione è "una rete di persone motivate".
L'MCI Career Center offre assistenza nella ricerca di stage per studenti, di prime occupazioni per neolaureati e di nuove opportunità professionali per laureati con esperienza.
L'associazione nazionale austriaca degli studenti universitari (Österreichische HochschülerInnenschaft ÖH) è presente ufficialmente al Management Center Innsbruck. Ogni anno, durante il semestre estivo vengono eletti i rappresentanti per i vari corsi di studi, i presidenti e i rappresentanti federali dell'ÖH.